# Scream (banda)
Scream é uma banda de hardcore punk, ativa de 1981 a 1990. A partir de 2009, a banda tem se reunido para tocar em vários shows.

## Discografia parcial

### Álbuns e EPs
- 1983 - LP Still Screaming
- 1985 - LP This Side Up
- 1986 - 7" Walking By Myself/Choke Word
- 1987 - LP Banging the Drum
- 1988 - LP Live at Van Hall
- 1988 - LP No More Censorship
- 1990 - 7" Mardi Gras/Land Torn Down
- 1990 - LP Your Choice Live Series Vol.10
- 1993 - LP Fumble
- 1998 - CD Live at the Black Cat